# Estrennes
Estrennes (1793 noch mit der Schreibweise Etrennes) ist eine französische Gemeinde mit 106 Einwohnern (Stand: 1. Januar 2022) im Département Vosges in der Region Grand Est (bis 2015 Lothringen). Sie gehört zum Arrondissement Neufchâteau und zum Gemeindeverband Terre d’Eau. Die Einwohner werden Estrennois(es) genannt.

## Geografie
Die Gemeinde Estrennes liegt sieben Kilometer südwestlich von Mirecourt und etwa 40 Kilometer nordwestlich von Épinal im Einzugsgebiet des Flusses Madon. Umgeben wird Estrennes von den Nachbargemeinden Offroicourt im Norden, Remicourt im Nordosten, Domèvre-sous-Montfort im Osten, Remoncourt im Süden, Domjulien im Westen sowie Viviers-lès-Offroicourt im Nordwesten.

## Bevölkerungsentwicklung
| Jahr      | 1962 | 1968 | 1975 | 1982 | 1990 | 1999 | 2010 | 2021 |
| Einwohner | 91   | 85   | 79   | 72   | 86   | 93   | 92   | 102  |

Im Jahr 1836 wurde mit 349 Bewohnern die bisher höchste Einwohnerzahl ermittelt. Die Zahlen basieren auf den Daten von cassini.ehess und INSEE.

## Sehenswürdigkeiten
- Kirche Saint-Remy
- Lavoir
- Wegkreuz

|  |  |

## Wirtschaft und Infrastruktur
In der Gemeinde Estrennes sind vier Landwirtschaftsbetriebe ansässig (Milchviehhaltung, Ziegen- und Schafzucht).
Estrennes liegt abseits der überregional wichtigen Verkehrsachsen. Schmale Straßen verbinden Estrennes mit den Nachbargemeinden Domèvre-sous-Montfort, Domjulien und Viviers-lès-Offroicourt. verläuft die Fernstraße D632 von Tarbes nach Toulouse. Im 20 Kilometer entfernten Bulgnéville besteht ein Anschluss an die Autoroute A 31. Der neun Kilometer östlich gelegene Bahnhof in Hymont ist Endpunkt der Bahnstrecke Merrey–Hymont-Mattaincourt.

## Belege
1. ↑  Ortsname auf cassini.ehess.fr
2. ↑  Estrennes auf cassini.ehess
3. ↑  Estrennes auf INSEE
4. ↑  Landwirtschaftsbetriebe auf annuaire-mairie.fr (französisch)